# Vårsång (Erik Gustaf Geijer)
Vårsång är en vårdikt av Erik Gustaf Geijer, skriven 1836. Dikten kan sjungas på samma melodi som Bellmans Fjäriln vingad syns på Haga.